# Veronika
För andra betydelser, se Veronika (olika betydelser).

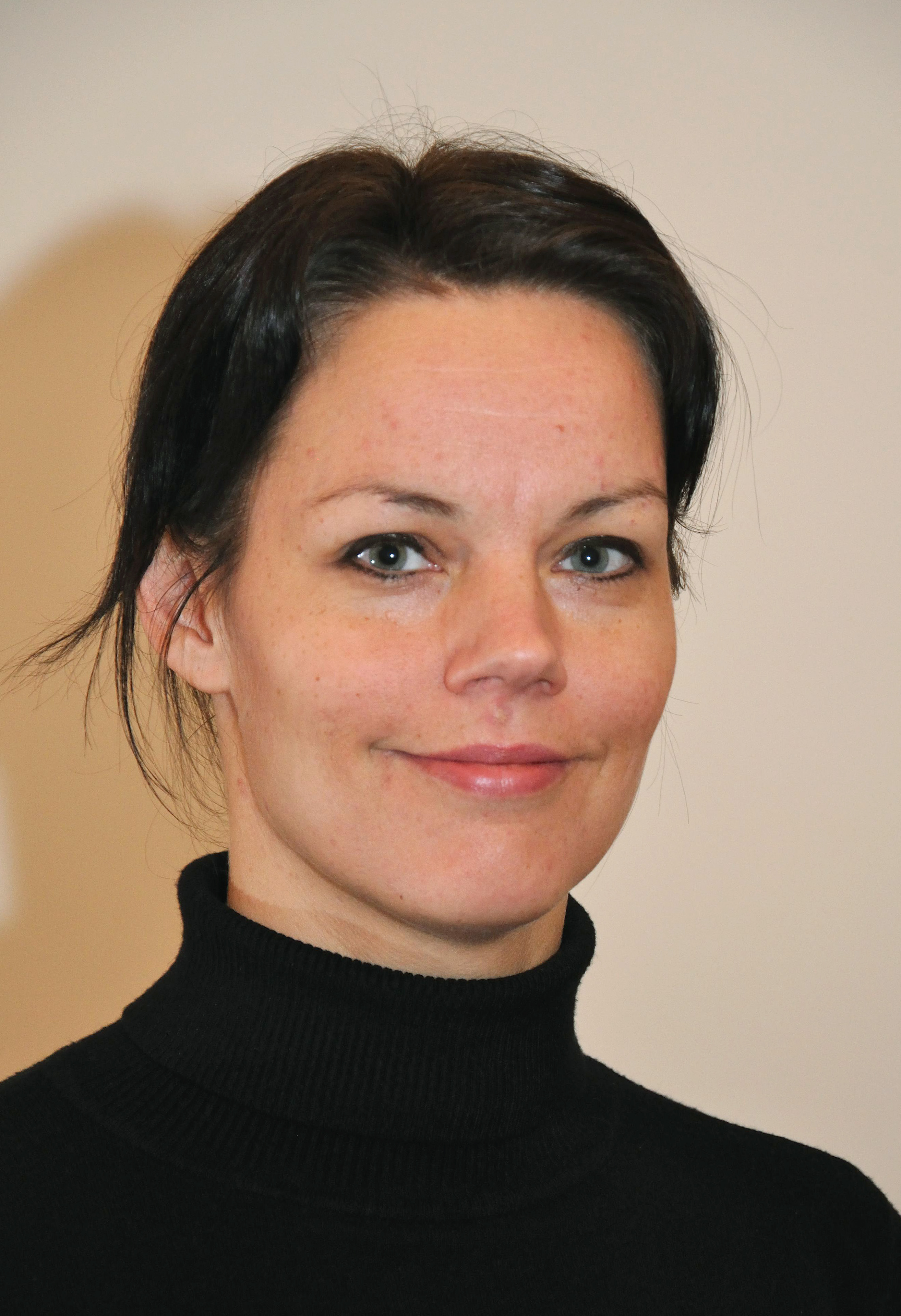
Veronica Palm, 2011.

Veronika, även stavat Veronica, är ett kvinnonamn.
Veronika är ett latinskt namn som möjligen är en omtolkning av det grekiska namnet Berenike, som betyder "segerbringande" eller "den segerbringande".
Namnet har använts i Sverige sedan 1640-talet, men är vanligast hos kvinnor som föddes under 1970-talet, 1980-talet och 1990-talet. Den vanligaste stavningen är numera Veronica.
Den 31 december 2009 fanns det totalt 19 329 personer i Sverige med namnet Veronika eller Veronica, varav 10 949 med det som tilltalsnamn/förstanamn.
År 2003 fick 139 flickor namnet, varav 31 fick det som tilltalsnamn. 
Namnsdag: 30 maj, (sedan 2001, 1986-2000 17 augusti). I den katolska almanackan firar man Veronica den 4 februari. I den finlandssvenska namnsdagslängden har Veronika namnsdag 17 augusti sedan 1995.

## Varianter
- Veronika
- Veronica
- Veronique (franska)
- Weronika (polska)
- Weronica
- Verónica (spanska)

## Kortformer
- Vera
- Verra
- Vea
- Verre
- Virre

## Personer med namnet Veronika/Veronica
- Heliga Veronica, hette ursprungligen troligtvis Berenice.
- Verónica I av Matamba, afrikansk drottning
- Veronika Björk, skådespelerska
- Veronica Björnstrand, skådespelerska
- Veronica Cartwright, amerikansk skådespelerska
- Veronica Escobar, amerikansk politiker
- Veronica Franco, italiensk poet
- Veronica Gambara, italiensk poet
- Veronica Guerin, irländsk journalist
- Veronika Honkasalo, finländsk sociolog och politiker
- Veronica Lake, amerikansk skådespelerska
- Veronica Maggio, svensk sångare
- Veronica D. Niculescu, rumänsk författare
- Veronika Nygren, textilkonstnär
- Veronica Palm, riksdagsledamot (s)
- Veronica Schildt Bendjelloul, översättare
- Veronica Wagner, gymnast
- Veronica Wägner, barnboksförfattare
- Veronika Zuzulová, slovakisk utförsåkare